# Storuman (Gemeinde)
Koordinaten: 65° 6′ N, 17° 7′ O

Storuman ist eine Gemeinde (schwedisch kommun) in der schwedischen Provinz Västerbottens län und der historischen Provinz Lappland. Der Hauptort der Gemeinde ist Storuman.
Durch die Gemeinde führen die Europastraßen 12 und 45 (Inlandsvägen), die sich beim Hauptort Storuman kreuzen, sowie die Inlandsbahn und die Bahnstrecke Hällnäs–Storuman. Bei Gunnarn befindet sich zudem der Flugplatz Storuman.

## Geographie
Die Gemeinde erstreckt sich etwa 240 Kilometer entlang des Umeälven von der norwegischen Grenze nach Südosten. Die Hälfte der Gemeindefläche wird vom Hochgebirge eingenommen, in dem der Norra Sydertoppen im Norra Storfjället mit 1.768 m der höchste Berg ist. Die nördlichsten Teile des Gebirges gehören zum Naturreservat Vindelfjällen, dessen Erhebung zum Nationalpark diskutiert wird.
Zahlreiche langschmale Gebirgsseen bilden das Quellgebiet des Umeälven, der sich weiter südlich zum See Storuman erweitert. An dessen Südspitze liegt der Hauptort der Gemeinde.

## Wirtschaft
Forstwirtschaft und holzverarbeitende Industrie sind die traditionellen Wirtschaftszweige. Fremdenverkehr hat in den letzten Jahrzehnten an Bedeutung gewonnen. In Barsele erkundet die Firma Northland ein Goldvorkommen.

## Politik
Die Wahl zum Gemeindeparlament für die Mandatperiode 2014–2018 ergab folgendes Ergebnis:
| Partei                   | Prozent | Mandate |
| Moderata samlingspartiet | 7,2     | 3       |
| Centerpartiet            | 30,9    | 13      |
| Liberalerna              | 5,7     | 2       |
| Kristdemokraterna        | 5,7     | 2       |
| Socialdemokraterna       | 30,0    | 13      |
| Vänsterpartiet           | 12,7    | 6       |
| Miljöpartiet de Gröna    | 1,1     | 0       |
| Sverigedemokraterna      | 3,4     | 1       |
| Feministiskt initiativ   | 0,1     | 0       |
| Kommunlistan             | 3,1     | 1       |
| Andere                   | 0,1     | 0       |

## Sehenswürdigkeiten
Tärnaby, 125 Kilometer nordwestlich von Storuman an der E 12, ist gemeinsam mit dem nahegelegenen Ort Hemavan eines der großen Wintersportzentren Schwedens. In Tärnaby gibt es ein Samenmuseum und ein Schimuseum, in Hemavan liegt ein botanischer Garten mit Gebirgspflanzen und einer Ausstellung zur Geologie, Flora, Fauna und kulturhistorischer Bedeutung des Gebirges.

In Hemavan endet der Kungsleden, ein Fernwanderweg, der in Abisko beginnt.

## Söhne und Töchter der Gemeinde
- Ingemar Stenmark, Skirennläufer
- Stig Strand, Skirennläufer
- Anja Pärson, Skirennläuferin
- Jens Byggmark, Skirennläufer
- Björn Ferry, Biathlet